# Mistrzostwa Czterech Kontynentów w Short Tracku 2023
2. Mistrzostwa Czterech Kontynentów w Short Tracku odbyły się w amerykańskim Salt Lake City w dniach 10–12 listopada 2022 roku.

## Klasyfikacja medalowa
| Lp. | Kraj              | Złoto | Srebro | Brąz | Razem |
| 1.  | Korea Południowa  | 4     | 1      | 2    | 7     |
| 2.  | Kanada            | 3     | 2      | 5    | 10    |
| 3.  | Stany Zjednoczone | 1     | 3      | 1    | 5     |
| 4.  | Chiny             | 1     | 2      | 1    | 4     |
| 5.  | Japonia           | 0     | 1      | 0    | 1     |

## Medaliści i medalistki

### Mężczyźni
| Konkurencja          | Złoto                                                  | Czas     | Srebro                                                                  | Czas     | Brąz                                                                       | Czas     |
| -------------------- | ------------------------------------------------------ | -------- | ----------------------------------------------------------------------- | -------- | -------------------------------------------------------------------------- | -------- |
| 500 metrów           | Steven Dubois                                          | 40,316   | Andrew Heo                                                              | 40,687   | Pascal Dion                                                                | 41,482   |
| 1000 metrów          | Park Ji-won                                            | 1:27,548 | Pascal Dion                                                             | 1:27,592 | William Dandjinou                                                          | 1:27,816 |
| 1500 metrów          | Park Ji-won                                            | 2:16,409 | Hong Kyung-hwan                                                         | 2:16,471 | Steven Dubois                                                              | 2:16,702 |
| Sztafeta 5000 metrów | Chiny Li Kun · Liu Guanyi · Song Jiahua · Zhong Yuchen | 6:54,766 | Japonia Kosei Hayashi · Dan Iwasa · Kiichi Shigehiro · Kazuki Yoshinaga | 6:56,071 | Korea Południowa Lee Dong-hyun · Lee June-seo · Lim Yong-jin · Park Ji-won | 7:12,956 |

### Kobiety
| Konkurencja          | Złoto                                                                     | Czas     | Srebro                                                                              | Czas     | Brąz                                                                                    | Czas     |
| -------------------- | ------------------------------------------------------------------------- | -------- | ----------------------------------------------------------------------------------- | -------- | --------------------------------------------------------------------------------------- | -------- |
| 500 metrów           | Shim Suk-hee                                                              | 43,273   | Kristen Santos-Griswold                                                             | 43,302   | Zhang Chutong                                                                           | 43,503   |
| 1000 metrów          | Courtney Sarault                                                          | 1:28,615 | Gong Li                                                                             | 1:28,840 | Claudia Gagnon                                                                          | 1:28,963 |
| 1500 metrów          | Courtney Sarault                                                          | 2:25,614 | Kristen Santos-Griswold                                                             | 2:25,708 | Choi Min-jeong                                                                          | 2:25,737 |
| Sztafeta 3000 metrów | Korea Południowa Choi Min-jeong · Kim Gil-li · Lee So-youn · Shim Suk-hee | 4:04,767 | Kanada Ann-Sophie Bachand · Claudia Gagnon · Courtney Sarault · Renée Marie Steenge | 4:05,049 | Stany Zjednoczone Eunice Lee · Julie Letai · Kristen Santos-Griswold · Corinne Stoddard | 4:06,964 |

### Konkurencje mieszane
| Konkurencja          | Złoto                                                                                     | Czas     | Srebro                                              | Czas     | Brąz                                                                 | Czas     |
| -------------------- | ----------------------------------------------------------------------------------------- | -------- | --------------------------------------------------- | -------- | -------------------------------------------------------------------- | -------- |
| Sztafeta 2000 metrów | Stany Zjednoczone Andrew Heo · Marcus Howard · Kristen Santos-Griswold · Corinne Stoddard | 2:38,095 | Chiny Gong Li · Li Kun · Wang Xinran · Zhong Yuchen | 2:38,244 | Kanada Steven Dubois · Maxime Laoun · Courtney Sarault · Léa Tessier | 2:46,024 |